# Komodifikace
Komodifikace je proces, při kterém se z objektů, znaků, událostí, vlastností, lidské práce či lidí samotných stávají předměty směny, podléhající mechanismům trhu. Komodifikace činí z objektů předměty určené ke koupi a prodeji, jejichž hodnota je dána jejich směnitelností.

## Karel Marx – komodifikace výrobků, práce, společenských vztahů a kritika kapitalismu
V Marxově (1818–1883) pojetí znamenala komodifikace posun od produkce určené pro přímou spotřebu výrobcem k produkci zboží určeného pro směnu.
K původní užitné hodnotě zboží, vycházející z fyzických vlastností věcí a vyjadřující jejich užitečnost, tak byla přidána sociálně konstruovaná hodnota směnná. Tento proces se nevztahoval pouze na produkty lidské činnosti, ale i na činnost samotnou a rovněž na toho, kdo ji vykonával. Komodifikaci práce v buržoazní společnosti vysvětloval Marx tím, že byli ti, kteří nevlastnili výrobní prostředky, nuceni prodávat to jediné čím disponovali, tzn. svou práci, jako zboží na trhu. Došlo tím k přeměně práce ve směnitelnou, obchodovatelnou komoditu.
Komodifikace práce je jedním z klíčových pojmů, jimiž Marx vysvětloval mechanismus vykořisťování námezdních dělníků v kapitalistické společnosti. Vlivem zdůraznění směnné hodnoty zboží došlo podle něj k zastření lidské práce vynaložené k jeho výrobě. Tímto bylo umožněno, aby vlastníci výrobních prostředků platili dělníkům za produkty méně, než odpovídalo jejich skutečné hodnotě, určené vynaloženou prací.
S tím, jak byl při posuzování hodnoty zboží potlačen význam lidské práce, vznikal dojem, že leží hodnota zboží v něm samotném a nikoliv v lidské činnosti. Tento proces označil Marx za zbožní fetišismus.

## Frankfurtská škola a komodifikace kultury
Představitelé tzv. frankfurtské školy, zejm. Theodor Adorno (1903–1969) a Walter Benjamin (1892–1940), zdůraznili aplikovatelnost konceptu komodifikace i na další oblasti lidského a společenského života – na kulturu a umění. Komodifikaci umění identifikovali frankfurťané v procesu, při němž se umění stalo (stejně jako ostatní zboží) produktem unifikované tovární velkovýroby, určeným k prodeji masovému publiku. Toto průmyslové reprodukování umění se stalo předpokladem k jeho masovému šíření a zpeněžení. Benjamin  to ilustroval na příkladu reprodukování malovaných obrazů do podoby fotografií dostupných všude a všem. K označení procesu komodifikace, standardizace a masovění kultury používali představitelé frankfurtské školy termín kulturní průmysl. Konzumenti produktů kulturního průmyslu byli vůči jeho působení nahlíženi jako pasivní, a tedy manipulovatelní. Sami lidé se, podle frankfurťanů, stávali – pod vlivem působení kulturního průmyslu – objekty procesu komodifikace, který je přetvářel v homogenní masu.

### Jürgen Habermas – představa zániku kritické veřejné sféry a vliv komodifikace
Jedním z nevýznamnějších témat v Habermasově (* 1929) práci je koncept veřejné sféry, jakožto oblasti kritické společenské diskuse, která je oproštěna od zásahů státu a různých komerčních zájmů, takže spočívá pouze v soupeření racionálních argumentů. Podle Habermase  existovala takto definovaná veřejná sféra přibližně v období od počátku 18. do poslední třetiny 19. století v prostředí tehdejších salónu, kaváren či tištěných periodik zejm. v západní Evropě.
K zániku veřejné sféry došlo vlivem posílení státu a jeho byrokratických nástrojů a vlivem působení komerčních zájmů doprovázených rostoucí komodifikací života. Například tištěná média přestala podle Habermase plnit svou funkci nositelů kritické diskuse, neboť začala být ovládána ekonomickými zájmy velkých vydavatelů, kteří komodifikovali zprávy a názorové rubriky a učinili z nich předměty obchodu a prostředky k dosažení zisku. V Habermasově kritickém pojetí tedy „vzrůstající komodifikace života způsobená velkými korporacemi přetváří racionální občany na neracionální konzumenty a to tak, že podřizuje sociálně-existenční otázky penězům“.

## Jean Baudrillard a představa směny v rovině symbolických významů
Baudrillardův (1929–2007) přínos k tématu spočívá v revizi původního marxistického ekonomického pojetí komodifikace a k jeho přiblížení podmínkám postmodernity. V nich podle Baudrillarda  zastarává koncepce zboží charakterizovaného směnnou a užitnou hodnotou, neboť v postmoderní společnosti nevzniká hodnota zboží – tak jak usuzuje Marx – ve výrobním procesu a není určena vynaloženou prací. Oproti tomu podle Baudrillarda vzniká v komunikaci, v rámci níž jsou produktům propůjčovány významy. Jinými slovy: komodifikace podle Baudrillarda znamená proces, při němž se zboží stává znakem majícím takový význam resp. hodnotu, který je mu v daném společenském kontextu připisován. Baudrillard tedy „tvrdí, že hodnota je v kultuře vymezována spíše prostřednictvím výměny symbolických významů, než na základě užitku“.

## Komodifikace, dekomodifikace a sociální stát
Koncept komodifikace a dekomodifikace uvedl poprvé Claus Offe (nar. 1940) při své analýze rozporuplnosti role sociálního státu (welfare state) v pozdně kapitalistických společnostech. Tato rozporuplnost se podle Offeho projevuje mj. ve způsobu, kterým stát ovlivňuje fungování pracovního trhu. Sociální stát na jedné straně umožňuje dekomodifikaci lidí tím, že jim zajišťuje určitou životní úroveň i v případě jejich neúčasti na pracovním trhu. Vyvazuje je ze závislosti na pracovním trhu prostřednictvím poskytování různých sociálních podpor, např. v případě nemoci, stáří, nezaměstnanosti a podobně. Avšak k tomu, aby mohl stát poskytovat tyto veřejné statky a aby udržel celý systém v chodu, musí zdaňovat soukromé zdroje vytvářené na trhu. Stát tedy na druhé straně musí podporovat zapojování lidí do pracovního trhu a jeho rozvoj, stejně tak jako rozvoj trhu se zbožím. Stát musí vytvářet podmínky vhodné pro komodifikaci lidské práce, a to např. prostřednictvím různých rekvalifikačních a vzdělávacích programů, posilujících schopnost lidí odpovídat na pracovní poptávku.
Koncept dekomodifikace dále rozpracoval Gösta Esping-Andersen (nar. 1947), zejm. v publikaci The Three Worlds of Welfare Capitalism z roku 1990. Názorově zastával Offeho pojetí role státu při regulaci sil mezi kapitálem a prací. Nezabýval se však tolik dynamikou vztahu mezi komodifikací a dekomodifikací či rolí státu, neboť „ústředním tématem učinil dekomodifikaci a dělníky, jakožto její hlavní aktéry“. Esping-Andersen definoval komodifikaci jako „míru, v níž je námezdním dělníkům umožněno udržet společensky přijatelný životní standard, nezávisle na jejich účasti na pracovním trhu“.

### Dekomodifikace a otázka genderu
V reakci na koncept dekomodifikace a zejm. na práci Esping-Andersena, vznikla rozsáhlá genderově orientovaná diskuse. V souvislosti s analýzami intervence státu do pracovního trhu upozorňovala na přehlížení skutečnosti, že se dekomodifikace v průmyslových společnostech vztahovala na pracující muže a na pracující ženy v nestejné míře.
V době kladení požadavků na vznik sociálního státu tvořili převážnou část pracovního trhu dělníci – muži. Jejich práce byla komodifikovaná, proto ze vzniku sociálního státu a jím řízené dekomodifikace těžili více než ženy, které pracovaly bez mzdy převážně v domácnosti. Práce žen se v době vzniku sociálního státu odehrávala ze značné části mimo pracovní trh, tzn. že nebyla komodifikovaná. Z následné dekomodifikace tedy ženy neměly takový prospěch jako muži. Zejména vdané ženy a matky se tím „staly závislými na mužích – živitelích“. Další diskuse v této oblasti se zaměřovala především na rozšiřování sociálního státu a na vytváření podmínek pro komodifikaci ženské práce.

## Současné uplatnění
Původní pojetí vycházející z Marxova spisu Grundrisse pracovalo s komodifikací práce a společenských vztahů v rámci kritiky kapitalismu. Současné uplatnění konceptu je široké natolik, že spíše vyvstává otázka, zda vůbec „existuje oblast nedotknutelných věcí a vztahů mimo trh?“. Studium komodifikace je předmětem různých vědních oborů a zabývá se množstvím témat, včetně např. vzdělání, sportu, těla, rodičovství, genderových či rasových identit aj.
Vývoj konceptu komodifikace je již od počátku doprovázen normativní diskusí, v rámci níž se vytvořily dva základní názorové tábory. První z nich zdůrazňuje a obhajuje svobodu jedinců kupovat a prodávat, cokoliv si přejí, tzn. obhajuje svobodné obchodování. Zástupci tohoto tábora tak např. kritizují Marxovo pojetí, neboť hovoří pouze o obětování humanity a „neuznává existenci potěšení či uspokojení které může být s konzumací a procesem komodifikace spojeno“. Oproti tomu zástupci druhého tábora argumentují proti komodifikaci s tím, že poškozuje hodnoty, solidaritu, rovnost a lidskou důstojnost.

## Použitá literatura
- Adorno, Theodor. 2001. „The Schema of Mass Culture.“ In: Culture Industry: selected essays on mass culture. Ed. Theodor Adorno – J.M. Bernstein. London: Routledge. 61-98.

- Baker, Chris. 2006. Slovník kulturálních studií. Praha: Portál.

- Baudrillard, Jean. 1996. „Praecessio Simulacrorum.“ In: Host, č. 6. 3-28.

- Benjamin, Walter. 1984. „Umělecké dílo ve věku své technické reprodukovatelnosti.“ In: Dílo a jeho zdroj. Odeon. 17-47.

- Ertman, Martha M. – Williams, Joan C. 2005. „Freedom, Equality and the Many Futures of Commodification.“ In: Rethinking Commodification: Cases and Readings in Law and Culture. Ed. Martha M. Erthman – Joan C. Williams. New York: NYU Press. 1-8.

- Habermas, Jürgen. 2000. Strukturální přeměna veřejnosti. Praha: Filosofia.

- Knijn, Trudie – Ostner, Ilona. 2002. „Commodification and de-commodification“ In: Contested concepts in gender and social Politics. Ed. Barbara Hobson – Jane Lewis – Birte Siim. [UK]: Edward Elgar Publishing. 141-170.

- Lewis, Heft. 2002. Cultural Studies: The Basics. SAGE.

- Mitchell, Deborah. 1998. „Life-course and Labour Market Transitions: Alternatives to the breadwinner welfare state.“ In: Gender and institutions: welfare, work, and citizenship. Ed. Moira Gates – Alison Mackinnon. Cambridge: Cambridge University Press. 19-38.

- Scott, John – Marshall, Gordon. 2009a. „Commodification.“ In: A Dictionary of Sociology. Oxford University Press.

- Scott, John – Marshall, Gordon. 2009b. „Commodity fetishism.“ In A Dictionary of Sociology. Oxford University Press.

- Volek, Jaromír. 2001. „Populární kultura.“ In: Revue pro média 1.